# 三相逢
三相逢，又稱三姊妹（又一指為「三連刻」），日本稱三色同順，略称三色，是麻雀的一种和牌方式，当手牌中含有三种数牌（万、饼、条）的相同大小的顺子时成立。門前时2翻，副露时1翻。國標麻將為8分，廣東麻雀為5番。香港牌及台灣牌均沒此番種。

## 概要
容易和平和、断幺九複合，灵活性很高，也容易得到很高的点数，因此被称为日本麻将攻防的中心。据说，根据一名玩家能否漂亮的做出三色，可以判断他玩日本麻将水平的高低。另外，虽然三色同刻也含有“三色”这两个字，但是因为比较少见，所以一般提到“三色”都是指三色同顺。

## 例子
和的双碰听牌。

和的两面听牌。如果是客風牌，還能與平胡複合

听。像这个例子一样的和断幺九和平和的複合叫做“断平三色”。

## 黄金的一向听
在这个例子里，如果摸到或者，就能转变成听三张牌的形式，并且有可能达成一气通貫，如果摸到或者，就是三色同順的两面听牌。像这样的既可能做成三色，又可能做成一气通贯的形式叫做「黄金的一向听」。